# Подводные лодки типа «Аргонавт»
Подводные лодки типа «Аргонавт» (итал. Classe 600 serie Argonauta) — серия итальянских 600-тонных подводных лодок, построенных в начале 1930-х годов. Прототипом для этих лодок стал проект «Скуало». Строились на верфях «Кантьери Риунити делль‘Адриатико» (CRDA), Монфальконе, «Одеро-Терни-Орландо» (ОТО М), Муджиано, Специя и «Този» (ТТ), Таранто.
Лодки имели однокорпусную конструкцию и были снабжены бортовыми булями (поплавками) для улучшения остойчивости. Всего построено 7 лодок, они вступили в строй в 1932—1933 годах. В боях на Средиземном море были потеряны 5 лодок этой серии.

## Список подводных лодок
| Подводная лодка            | Верфь  | Спущена на воду | Начало службы | Конец службы                                                                       |
| -------------------------- | ------ | --------------- | ------------- | ---------------------------------------------------------------------------------- |
| Аргонавт (итал. Argonauta) | CRDA M | 19.1.1931       | 1.1.1932      | потоплена 28.6.40 восточнее Сицилии английскими самолетами                         |
| Физалия (итал. Fisalia)    | CRDA M | 2.5.1931        | 5.6.1932      | потоплена 28.9.41 возле Яффы глубинными бомбами английского корвета Hyacinth       |
| Джалеа (итал. Jalea)       | OTO M  | 15.6.1932       | 16.3.1933     | списана 1.2.48                                                                     |
| Джантина (итал. Jantina)   | OTO M  | 16.5.1932       | 1.3.1933      | потоплена 5.7.41 в Эгейском море английской подводной лодкой HMS Torbay (1940)     |
| Медуза (итал. Medusa)      | CRDA M | 10.12.1931      | 25.9.1932     | потоплена 30.1.42 в Адриатике на подходах к Поле английской подводной лодкой Thorn |
| Сальпа (итал. Salpa)       | TT     | 8.5.1932        | 12.12.1932    | потоплена 27.6.41 возле Мерса-Матрух английской подводной лодкой Triumph           |
| Серпенте (итал. Serpente)  | TT     | 28.2.1932       | 12.11.1932    | затоплена 12.9.43 возле Анконы                                                     |